# Munnozia
Munnozia es un género de plantas con flores perteneciente a la familia Asteraceae. Comprende 74 especies descritas y de estas, solo 37 aceptadas. Es originario de Sudamérica.

## Taxonomía
El género fue descrito por Ruiz & Pav.  y publicado en Florae Peruvianae, et Chilensis Prodromus 108, t. 23. 1794.	La especie tipo es: Munnozia lanceolata Ruiz & Pav. 

## Especies aceptadas
A continuación se brinda un listado de las especies del género Munnozia aceptadas hasta julio de 2012, ordenadas alfabéticamente. Para cada una se indica el nombre binomial seguido del autor, abreviado según las convenciones y usos.
- Munnozia acostae (I Chung) H.Rob. & Brettell
- Munnozia affinis (S.F.Blake) H.Rob. & Brettell
- Munnozia angusta (S.F.Blake) H.Rob. & Brettell
- Munnozia annua (Muschl.) H.Rob. & Brettell
- Munnozia canarensis (Cuatrec.) H.Rob. & Brettell
- Munnozia cardenasii (Cabrera) H.Rob. & Brettell
- Munnozia convencionensis (Cuatrec.) H.Rob. & Brettell
- Munnozia corymbosa Ruiz & Pav.
- Munnozia foliosa Rusby
- Munnozia fosbergii H.Rob.
- Munnozia gigantea (Rusby) Rusby
- Munnozia glandulosa (Kuntze) Rusby
- Munnozia hastifolia (Poepp.) H.Rob. & Brettell
- Munnozia herrerae (Cabrera) H.Rob. & Brettell
- Munnozia hirta (Kuntze) Rusby
- Munnozia jussieui (Cass.) H.Rob. & Brettell
- Munnozia karstenii H.Rob.
- Munnozia lanceolata Ruiz & Pav.
- Munnozia liaboides (Less.) H.Rob.
- Munnozia longifolia Rusby
- Munnozia lyrata (A.Gray) H.Rob. & Brettell
- Munnozia maronii (André) H.Rob.
- Munnozia nivea (Hieron.) H.Rob. & Brettell
- Munnozia olearioides (Muschl.) H.Rob. & Brettell
- Munnozia oxyphylla (Cuatrec.) H.Rob. & Brettell
- Munnozia perfoliata (S.F.Blake) H.Rob. & Brettell
- Munnozia peruensis (Cuatrec.) H.Rob. & Brettell
- Munnozia pinnatipartita (Hieron.) H. Rob. & Brettell
- Munnozia pinnulosa (Kuntze) H.Rob. & Brettell
- Munnozia rusbyi (Britton) Britton ex Rusby
- Munnozia senecionidis Benth.
- Munnozia silphioides (Poepp.) H.Rob. & Brettell
- Munnozia subviridis (S.F.Blake) H.Rob. & Brettell
- Munnozia tenera (Sch.Bip.) H.Rob. & Brettell
- Munnozia trinervis Ruiz & Pav.
- Munnozia venosissima Ruiz & Pav.
- Munnozia wilburii H.Rob.